# A sud di Panama
A sud di Panama è un  film del 1941, diretto da Jean Yarbrough. È una storia di spionaggio con elementi fantascientifici (fantaspionaggio).

## Trama
Potenze straniere vogliono impadronirsi di una scoperta sensazionale, l'invisibilità. Per ottenere tale scoperta cercano di catturare lo scienziato inventore, ma per uno scambio di persona rapiscono suo fratello, alla fine riuscirà a fuggire sconfiggendo gli avversari.